# 詹家圖
詹家圖（1984年11月28日—），詹昌盛之子，香港賽車手。他是綽號盲亨的詹昌盛與首任妻子陸慕恩所生，母親94年車禍喪生後，便與盲亨父子相依為命，並立志成為一名賽車手。十五歲獲賽車發展有限公司賞識，前往法國拉斐利賽車學校接受全職訓練賽車技能。

## 2003-2004年
2003年參加一場在泰國舉行的寶馬方程式亞洲賽，屈居董荷斌之後，獲得亞軍。詹家圖在2004年參加亞洲雷諾方程式系列賽，並獲得紅牛的Dr. Helmut Marko青睞，簽約成為首位歐洲紅牛贊助的華人車手。同年在澳門舉行的雷諾方程式挑戰賽，擊敗一眾歐美日好手，包括小林可夢偉、般奴·冼拿和斯科特·斯皮德，取得排頭位資格起步，可惜在比賽中一時失手，失去了第二位。其後患病，他在2005年初返回香港就醫。康復後，他在八月參加在珠海國際賽車場舉行的雷諾方程式比賽，並奪得亞軍。

## 2008年傷人案官司
2008年10月18日，詹家圖捲入一件發生於九龍長沙灣順寧道外的傷人案，並於11月4日遭警方拘捕。2009年6月16日，詹家圖遭判監禁十五個月，隨後入獄。9月16日，詹家圖的代表大律師謝志浩以九項理由提出上訴，高院法官聆聽上訴一方理據後，接納原審時控方在認人方面「出錯」，故裁定詹上訴得直，涉及的三項襲擊罪撤銷獲當庭釋放。

## 2008寶馬方程式亞洲賽及亞洲雷諾方程式錦標賽

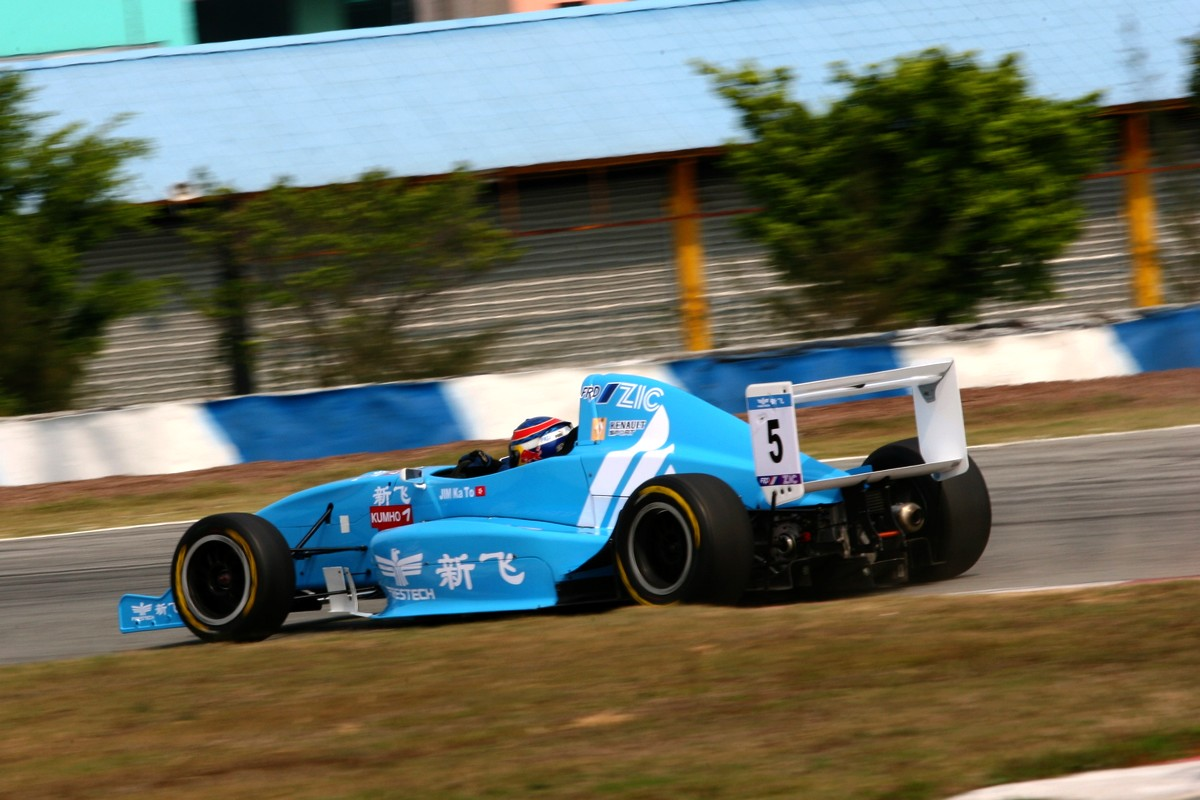
詹家圖以總分308分成為2008年度亞洲雷諾方程式全年總冠軍。

詹家圖在2008年保釋期間，參戰澳門大賽車，在太平洋寶馬方程式賽事中因打滑撞欄後停於賽道中，導致大會出示紅旗腰斬賽事，在計算六圈成績後，詹家圖只獲第七名。在2008年12月15日，保釋候審中的詹家圖，於珠海進行的亞洲雷諾方程式，連贏最後兩站冠軍後，以總分308分成為全年總冠軍。

## 2009寶馬方程式亞洲賽

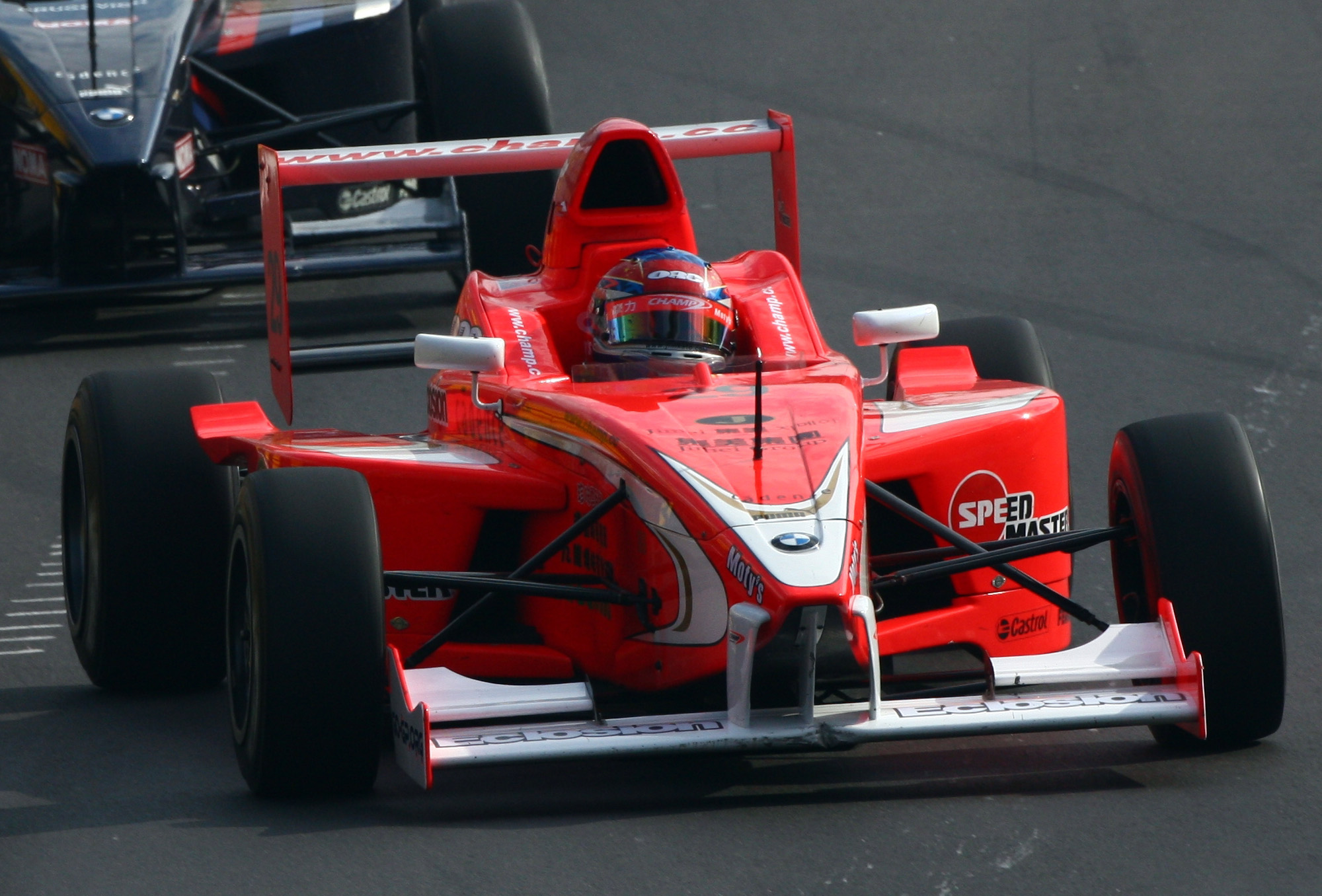
詹家圖參加2009澳門大賽車中的寶馬方程式亞洲賽。

獲釋之後，他報名參加2009澳門大賽車中的寶馬方程式亞洲賽。賽事甫開始即有意外，7輛賽車於文華東方彎發生事故，詹家圖當時正在意外車手之後，最後獲得第4名。

## 2010寶馬方程式亞洲賽
詹家圖在練習時因戰車油門故障，幾乎三度撞車，最終只完成了5個圈的練習。 詹家圖在寶馬方程式排十三位出賽，一度追上第五位，最後以第七名過終點，他表示賽事期間曾遇撞車，加速受到影響，能完成賽事已算幸運。

## 2011中國房車賽
詹家圖在6月20日出戰中國房車賽成都站，代表東風悅達起亞778車隊的他說，未來計劃將會重點放在房車賽上，希望晉身國際級車手行列。6月19日下午，CTCC中國房車錦標賽在成都國際賽車場結束了第三站的爭奪。在超級量產車自然吸氣組別中，東風悅達起亞778車隊的盧家駿奪得亞軍，詹家圖跑出了全場1分48秒245的最快圈速，奪得比賽的第四位。

## 2011罰款及停牌
2011年1月10日，詹家圖因為於2010年六月廿三日凌晨一時四十五分，於大角咀櫻桃街與連翔道交界駕駛時撞毀的士，被警方調查後更發現其車無第三者保險。他於九龍城法院承認一項不小心駕駛和一項使用沒有第三者保險車輛的票控罪，法庭判他罰款二千九百元和停牌一年。

## 2013 FIA世界耐力錦標賽
2013年3月，KCMG車隊宣佈Alexandre Imperatori，Matt Howson和詹家圖將會為車隊出戰英國銀石站的2013年世界耐力錦標賽揭幕站賽事。

## 2017年中國房車錦標賽
2017年詹家圖參戰中國房車錦標賽。6月26日，代表東風悅達起亞車隊出戰貴陽站賽事，取得排頭位資格並成功奪得分站冠軍。

## 2017年禁藥事件
2017年8月2日，詹家圖早前被警察在街頭從詹隨身的袋搜出兩粒禁藥「偉哥」。詹早前被控管有第一部毐藥罪，獲簽保守行為12個月及控罪撤銷。

## 2019年FIA賽車運動會
由國際汽車聯會FIA主辦的首屆賽車運動會將於11月1至3日舉行，香港將派隊出戰4個項目，由詹家圖出戰房車盃。

## 外部連結
- 中國房車錦標賽 車手介紹